# Клиффорд, Роджер, 2-й барон де Клиффорд
Роджер де Клиффорд (англ. Roger de Clifford; 21 января 1300 — 23 марта 1322) — 2-й барон де Клиффорд с 1314 года, старший сын Роберта де Клиффорда, 1-го барона де Клиффорда, и Мод де Клер.

## Биография
Роджер родился 21 января 1300 года. Он был старшим из сыновей Роберта де Клиффорда и Мод де Клер, дочери Томаса де Клера, барона Томонда, брата графа Глостера. Роберт был одним из преданных военачальников королей Эдуарда I и Эдуарда II, а также одним из могущественных баронов в Северо-Западной Англии.
24 июня 1314 года отец Роджера погиб в битве при Бэннокберне. Роджеру в это время было всего 14 лет. В его наследство входили владения Клиффордов в Херефордшире, барония Уэстморленд, включавшая замки Эпплби и Брогем, лордство Скиптон, включая замок Скиптон. Также он получил наследственную должность верховного шерифа Уэстморленда. Его опекуном стал сэр Бартоломью де Бэдлсмир, бывший лейтенантом отца Роджера во время шотландской кампании 1310—1311 годов.
Вероятно, под влиянием опекуна Клиффорд оказался среди баронов, находившихся в оппозиции к короне, которых возглавлял граф Ланкастер, двоюродный брат короля Эдуарда II. В результате в 1322 году Клиффорд оказался вовлечён в баронское восстание против барона Диспенсера, фаворита короля, и, соответственно, против короля Эдуарда. В составе баронской армии Клиффорд принимал участие в битве при Боробридже. Битва закончилась поражением баронов. Сам Клиффорд был ранен, попал в плен к королю и был повешен 23 марта в Йорке. Его владения и титулы были конфискованы.
Женат Роджер не был, детей не оставил. После свержения Эдуарда II его наследник, Эдуард III, вернул в 1327 году большую часть владений и титулы Клиффордов Роберту, младшему брату Роджера.